# Courcelles-Chaussy
Courcelles-Chaussy är en kommun i departementet Moselle i regionen Grand Est (tidigare regionen Lorraine) i nordöstra Frankrike. Kommunen ligger i kantonen Pange som tillhör arrondissementet Metz-Campagne. År 2022 hade Courcelles-Chaussy 3 005 invånare.

## Befolkningsutveckling
Antalet invånare i kommunen Courcelles-Chaussy
| Referens: INSEE |